# Подгорное Алексово
Подгорное Алексово — село Ковылкинского района Республики Мордовия в составе Токмовского сельского поселения. 

## География
Находится на расстоянии примерно 15 километров по прямой на восток от районного центра города Ковылкино.

## История
Известно с 1647 года. В 1869 году учтено как казенная деревня Инсарского уезда из 60 дворов.

## Население
Постоянное население составляло 20 человек (мордва-мокша 100%) в 2002 году, 5 в 2010 году .